# Lubine (kulturno-povijesna seoska cjelina)
Kulturno-povijesna seoska cjelina Lubine u selu Runoviću, općina Runovići, zaštićeno kulturno dobro.

## Opis dobra
Zasok Lubine smješten je u naselju Runović iznad južnog ruba Imotskog polja, jugozapadno prema Umljanima. Seoski prostor čine stambeno-gospodarski sklopovi rubno raspoređeni oko središnjeg gumna kvadratičnog oblika, od kojih se osobito ističe stambeno-gospodarski kompleks tlocrta na „L.“ s južne strane gumna. Objekti su prizemnice i katnice građene od priklesanog kamena neujednačene veličine, te sa svim sačuvanim elementima tradicijske arhitekture.

## Zaštita
Pod oznakom Z-6335 zavedena je kao nepokretno kulturno dobro - kulturno-povijesna cjelina, pravna statusa zaštićena kulturnog dobra, klasificirano kao "ruralna cjelina".